# Takuya Sugi
Takuya Sugi (杉卓也 Sugi Takuya?) (6 de octubre de 1983) es un luchador profesional japonés más conocido por los nombres artísticos Yoshitsune y El Blazer, entre otros. 
Sugi es famoso por su trabajo en varias empresas de Japón bajo una enorme variedad de gimmicks y nombres. Además, Sugi es conocido dentro y fuera de Japón por su característico estilo de lucha libre aérea.

## Carrera

### Toryumon (2002-2004)
Tras recibir entrenamiento en el Último Dragón Gym, Sugi debutó el 11 de mayo de 2003 en Toryumon Mexico bajo el nombre de Mini CIMA (ミニCIMA Mini Cima?), siendo su gimmick el de una versión más pequeña y ligera de CIMA. De la misma manera que CIMA se hallaba al mando del stable Crazy MAX (SUWA, TARU & Sumo Dandy Fuji), Mini CIMA fue presentado como el líder de Mini Crazy MAX (SUWAcito, TARUcito & Small Dandy Fuji), que no era sino una división de Crazy MAX compuesta por luchadores ligeros que imitaban a sus miembros en nombre, aspecto y estilo de lucha.
En agosto, los miembros de Mini Crazy MAX y el resto de su clase del Último Dragón Gym fueron trasladado a la marca Toryumon X, aunque seguirían realizando apariciones en Toryumon Mexico. Contando con la presencia ocasional de alguno de los miembros del Crazy MAX original, Mini Crazy MAX se perfiló como una de los tres grandes facciones de la promoción, junto con Sailor Boys (Taiji Ishimori, Kei Sato & Shu Sato) y Los Salseros Japóneses (Takeshi Minamino, Pineapple Hanai & Mango Fukuda). En contraposición a los otros dos grupos, que eran face y heel respectivamente, Mini CIMA y sus compañeros se revelaron tweeners, y consiguieron numerosas victorias en combates por equipos gracias a tácticas arteras y a su superioridad numérica, ya que eran el mayor grupo de la promoción y recurrían a intervenciones externas para asegurar sus victorias. En febrero de 2004, Mini CIMA & SUWAcito ganaron la Yamaha Cup 2004 al derrotar a Manabu Murakami & Naoki Tanizaki y a Sailor Boys (Kei Sato & Shu Sato). A finales de año, Mini Crazy MAX y el resto de los grupos compitieron en un torneo por el UWA Welterweight Championship, que fue ganado finalmente por Takeshi Minamino. Poco después, Toryumon X cerró, y sus miembros fueron movidos a Michinoku Pro Wrestling.

### HUSTLE (2004-2006)
Al mismo tiempo que competían en Toryumon, Sugi y varios de sus compañeros fueron contratados por HUSTLE en septiembre de 2004. Sugi apareció como HUSTLE Kamen Red (ハッスル仮面レッド Hassuru Kamen Reddo?), el miembro principal de un grupo face de estilo Super Sentai Series llamado HUSTLE Kamen Rangers. A lo largo de los meses, HUSTLE Kamen Red hizo equipo con HUSTLE Kamen Blue, HUSTLE Kamen Yellow y otros integrantes para competir con luchadores del stable heel Takada Monster Army, entre los que destacaban Devil Pierroths (Devil Pierroth #1 & Devil Pierroth #2) y el grupo Monster Kamen Rangers. Estos últimos llegaron a secuestrar a HUSTLE Kamen Yellow para (kayfabe) lavarle el cerebro y convertirlo en otro de los suyos, pero Red y Blue consiguieron liberarle de su control en Hustlemania 2006, donde HUSTLE Kamen Rangers consiguieron la victoria final. Esa sería su última aparición en la empresa, ya que los integrantes de HUSTLE Kamen Rangers proclamaron que irían a mantener la paz más allá de HUSTLE, y desaparecieron de la actividad.

### Michinoku Pro Wrestling (2004-2009)
El 9 de octubre de 2004, Takuya tuvo su combate de debut en Michinoku Pro Wrestling durante el primer día de la Futaritabi Tag Team League 2004. En ella, Sugi participó como Michinoku Ranger Gold (MICHINOKU レンジャー金 Michinoku Renjā Kin?), usando un gimmick de Super Sentai Series similar al de HUSTLE, y su compañero fue Michinoku Ranger Silver. Aunque el dúo fue bastante exitoso, ganando casi todos los combates del torneo, no consiguieron la victoria final, quedando segundos por detrás de Los Salseros Japóneses (Pineapple Hanai & Mango Fukuda). Gold y Silver continuaron luchando en parejas el resto del año, hasta que a finales de año abandonaron el gimmick. El 3 de diciembre de 2004, Sugi adoptó el personaje de Shanao (遮那王 Shanao?), un místico luchador enmascarado vestido con túnicas ceremoniales que portaba una katana y rezaba oraciones budistas al subir al ring, basado en el famoso samurai Minamoto no Yoshitsune. Gracias a su extrema agilidad y su sorprendente capacidad aérea, Shanao se hizo muy popular, y se alió con Sailor Boys (Kei Sato & Shu Sato) y otros faces de la compañía para oponerse al principal grupo heel, Los Salseros Japóneses (Takeshi Minamino, Pineapple Hanai & Mango Fukuda).
Durante los comienzos de 2005, Shanao y los Sato se enfrentaron a Los Salseros Japóneses en cuantiosas ocasiones. En marzo, el trío participó en la Michinoku Trios League 2005, pero aunque lucharon encarnizadamente, no lograron ganar, siendo The Great Sasuke, Jinsei Shinzaki & Kesen Numajiro los campeones. La noche final, el 17 de abril, Shanao hizo equipo con The Tiger para derrotar a Kagetora & Shinjitsu Nohashi, vengándose de así de una derrota sufrida ante ellos en la liga. La alianza con Sailor Boys duró hasta mediados de 2005, cuando Shanao empezó a hacer equipo con Rasse. Luego, en julio, Shanao compitió en el Tetsujin Tournament, pero una lesión ocurrida a los pocos combates le obligó a abandonar el torneo. Shanao hizo su retorno el 10 de septiembre perdiendo ante Takeshi Minamino, pero se restableció de la derrota venciendo a Los Salseros Japóneses al completo en conjunción con Kagetora, GAINA y el principiante Hayato Fujita. Kagetora y Shanao conservaron la alianza para participar en la Futaritabi Tag Team Tournament 2005, en la que salieron vencedores después de derrotar a Los Salseros Japóneses (Takeshi Minamino & Kesen Numajiro) en la final, celebrada el 16 de octubre de 2005. Sin embargo, poco después Kagetora se volvió contra Shanao y le atacó, rompiendo el equipo. Debido a ello, Shanao y Kagetora se enfrentaron en un combate a la semana siguiente, que fue ganado por Kagetora; además, de forma similar a la anterior ocasión, Kagetora volvió a atacar a Shanao, tornándose heel. Entonces, Kagetora formó el stable STONED para enfrentarse a los faces de Michinoku Pro, con los que Shanao se alineó. Más tarde, Shanao & Rasse consiguieron una oportunidad por el MPW Tohoku Tag Team Championship ante The Great Sasuke & Dick Togo, la cual tuvo lugar el 3 de diciembre y fue ganada por Sasuke y Togo. Días después, Shanao llevó a cabo una ceremonia de iniciación genpuku oficiada por Jinsei Shinzaki -quien hacía de Saitō Musashibō Benkei- y adoptó el nombre de Yoshitsune (義経 Yoshitsune?), solidificando su homenaje a Minamoto no Yoshitsune. Con esta transformación, Shanao cambió su túnica por un uniforme de samurái rojo, púrpura y dorado, manteniendo su katana y sus rituales durante su entrada. La misma noche, Yoshitsune hizo equipo con Shinzaki para derrotar a Rasse & Garuda, utilizando por primera vez un movimiento final conocido como "Shura".
En 2006, Yoshitsune consiguió una enorme fama y se enfrentó a TAKA Michinoku por el MPW Tohoku Junior Heavyweight Championship, pero fue vencido por TAKA. Sin desalentarse, Yoshitsune unió fuerzas con The Great Sasuke y otros luchadores face -entre los que ahora se hallaban Los Salseros Japóneses- para continuar la guerra contra STONED, intercambiando victorias con ellos. El 20 de mayo, Yoshitsune hizo equipo con Rei para participar en un torneo por el MPW Tohoku Tag Team Championship, pero fueron eliminados en la primera ronda por Makoto Oishi & Shiori Asahi, que luego resultaron ser los vencedores del torneo. Meses más tarde, Yoshitsune entró en el Tetsujin Tournament 2006 durante todo julio, pero de forma similar a la del año anterior, debió abandonarlo por una lesión, ocurrida en un combate ante Rasse. A su retorno, Rasse y él compitieron en el Futaritabi Tag Team Tournament 2006, pero aunque consiguieron llegar a la semifinal, fueron eliminados por Kei Sato & Shu Sato.
Posteriormente, Yoshitsune se cualificó para Fukumen World League 2007 derrotando a Ken45º y Shinjitsu Nohashi en sendos combates de clasificación. Durante el torneo, Yoshitsune derrotó a Shibaten y Jushin Thunder Liger, no siendo eliminado hasta su combate ante Atlantis, quien le derrotó gracias a una intervención de Olímpico. Acabado el torneo, Sugi retomó su alianza con The Great Sasuke para participar en el Futaritabi Tag Team Tournament 2007; en ella, derrotaron a Rasse & Kagetora, pero una lesión de Sasuke produjo que el equipo fuese retirado, y Rasse & Kagetora avanzaron en la ronda en su lugar. 
A lo largo de 2007 y 2008, Yoshitsune se perfiló como el as de Michinoku Pro, ganando innumerables combates, y rápidamente ganó el MPW Tohoku Junior Heavyweight Championship el 9 de noviembre de 2007 derrotando a GAINA. Finalmente, Sasuke volvió de su lesión y rehízo su equipo con Sugi para luchar en otro torneo por los MPW Tohoku Tag Team Championship, que al final ganaron al vencer a Rasse & Kagetora. Sugi retuvo su campeonato durante todo un año ante luchadores como Rasse, Takeshi Minamino, Shinjitsu Nohashi y Tigers Mask, entrando pronto en un feudo con el nuevo grupo heel Kowloon y su líder Hayato Fujita. Hayato, antiguo amigo de Sugi, le retó a un combate por su título, el cual finalmente ganó contra él el 12 de diciembre tras un largo combate, con lo que Yoshitsune perdía el título. Mientras tanto, Yoshitsune & Sasuke defendieron los campeonatos contra MEN's Teioh & Shinobu, pero lo acabaron perdiendo también ante dos miembros de Kowloon, Kei Sato & Shu Sato, en un combate en el que también estaban en juego el UWA Tag Team Championship celebrado el 18 de enero de 2009. Poco después de ambas derrotas, Yoshitsune anunció su ida de Michinoku Pro para recuperarse de diversas lesiones que llevaba arrastrando desde hacía tiempo, por lo que cedió su estatus de as al debutante Kenou, y fue liberado de su contrato. Su última lucha sería un combate por equipos con Rasse y Dick Togo para derrotar a Kowloon (Kei Sato, Shu Sato & Maguro Ooma).

### Dragondoor (2005-2006)
A inicios de 2005, Sugi y otros antiguos miembros de Toryumon X fueron contactados de nuevo por Último Dragón, ahora conocido como The Tiger, y recuperaron sus antiguos gimmicks en algún momento, con Mini Crazy MAX apareciendo en Kaientai Dojo para atacar y derrotar a Sambo Oishi, Boso Boy Raito & Hajime Ishikawa. Además, aparecieron en un evento de Original Tiger Mask, en el que Mini CIMA hizo equipo con Manabu Murakami para enfrentarse a Los Salseros Japóneses. Esta no fue, sin embargo, la última aparición de Sugi en los restos de Toryumon, ya que meses después fueron contratados por la recién fundada Dragondoor, creada por luchadores descontentos con Dragon Gate y, como ellos, seguidores de Último Dragón.
Durante el primer programa de Dragondoor, celebrado el 19 de julio, el principal face de la empresa, Taiji Ishimori, aseguró que había encontrado un aliado con "los genes del Dragón", e introdujo a Sugi como Little Dragon (リトル・ドラゴン Ritoru Doragon?), una versión más liviana y estilizada de Último Dragón. Bajo este gimmick, Takuya utilizaba vestimenta y máscara similares a las de su maestro, así como a las de Dragon Kid y Darkness Dragon, y utilizaba un veloz estilo aéreo, del que se dijo que era comparable al de Masato Yoshino. Su primer combate en la empresa fue haciendo equipo con Kota Ibushi, Taiji Ishimori y Milanito Collection a.t. para enfrentarse a Aagan Iisou (Shuji Kondo, Takuya Sugawara & YASSHI), pero fueron derrotados. Durante los siguientes programas, Little Dragon tendría una victoria por descalificación contra Takuya Sugawara y una derrota ante él y Gamma en un combate por equipos con Yoshihito Sasaki. En su último combate en la marca, Little Dragon hizo equipo con Taiji Ishimori para enfrentarse a Kei & Shu Sato, miembros de STONED, pero fueron derrotados por una intervención de KAGETORA y Maguro Ooma. Poco después, Dragondoor cerró, y sus luchadores fueron transferidos a la siguiente encarnación de la empresa, Pro Wrestling El Dorado.

### Pro Wrestling El Dorado (2006-2007)

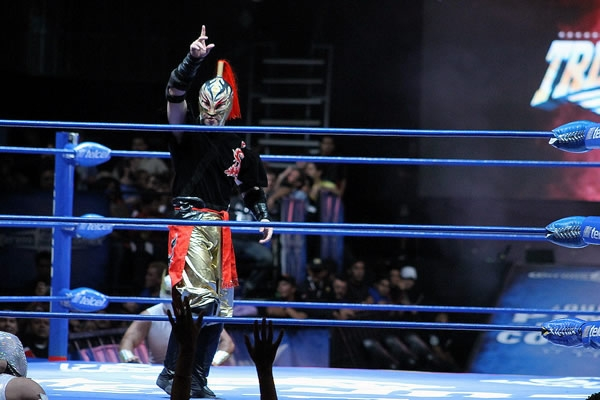
Sugi en un evento de AAA.

En 2006, Sugi comenzó a aparecer en la recién creada promoción Pro Wrestling El Dorado, directamente proveniente de Dragondoor. Allí debutó como El Blazer (エルブレイザー Eru Bureizā?), un misterioso personaje sobrenatural de atributos similares al ave fénix ataviado con una armadura azul y dorada con plumas y una máscara similar al pico de un pájaro. El Blazer fue presentado como uno de los personajes originales de la compañía, y tuvo su primera lucha el 27 de abril, formando tag team con Milanito Collection a.t. para derrotar a STONED (Kei Sato & Shu Sato). Blazer y Milanito formaban un equipo face más bien extraño, caracterizado por ocasionales discusiones entre ellos debido a lo diferente de sus personalidades, aunque contando con numerosas victorias sobre heels; al equipo se uniría también Kota Ibushi, quien competiría especialmente al lado de Blazer. Milanito y Blazer participaron en el Treasure Hunters Tag Tournament 2006, siendo eliminados en la primera ronda por Kota Ibushi & Milano Collection A.T.; sin embargo, derrotaron a Brahman Shu & Brahman Kei en el combate de reserva del torneo.
En febrero de 2007, El Blazer se declaró freelance, y dejó de aparecer regularmente. Desde entonces, el personaje de El Blazer continuaría siendo utilizado por Takuya, aunque normalmente vistiendo un traje más simplificado y menos ostentoso. Además, Blazer se convertiría en un personaje semi-cómico similar a Super Shisa, muy capaz en el ring pero a la vez con una presencia muy poco seria, y caracterizándose entre otras cosas por desmayarse brevemente en su entrada al ring, lo que hacía especular a los comentaristas.

### New Japan Pro Wrestling (2006-2007)
El 21 de mayo de 2006, Sugi aparecería en New Japan Pro Wrestling en el evento Lock Up, derrotando a Rasse. Rasse & Yoshitsune aparecerían de nuevo en febrero de 2007 en la siguiente edición de Lock Up, esta vez luchando en equipo para enfrentarse a Kei Sato & Shu Sato, pero siendo derrotados. En la siguiente edición, en mayo, Yoshitsune & Rasse fueron derrotados por Gedo & Jado.

### All Japan Pro Wrestling (2006-2008)
El 20 de agosto de 2006, Sugi hizo una aparición en All Japan Pro Wrestling como AHII, un personaje vestido con un disfraz rojo y negro de aspecto arácnido basado en la pimienta del chile habanero, creado por un acuerdo entre AJPW y Sanrio. Según la storyline, Keiji Muto había encontrado a AHII en un viaje a México y lo había traído consigo a AJPW. AHII entraba al ring danzando con dos bailarinas y sólo respondía "Ahii, ahii, ahii" cuando era entrevistado. Tras su debut, AHII derrotaría a una serie de personajes similares a él, tales como Mastadon y Tow Van John, y competiría en combates por equipos contra Voodoo Murders, venciendo también a su miembro Voodoo Mask. Su combate final en la empresa fue un handicap match contra Mastadon y Wan John, el cual AHII ganó después de la irrupción de un segundo AHII, vestido de verde.
En febrero de 2008, Sugi apareció en AJPW bajo el nombre de Rabbit Boy (ラビット・ボーイ Rabitto Bōi?), un luchador ataviado con un traje blanco y negro con una chaqueta de playboy y una máscara de conejo. Rabbit Boy apareció el 15 de febrero derrotando a Giant Jet, el cual vestía de cocodrilo. Esa fue la única aparición de Rabbit Boy en la empresa.
El 23 de diciembre del mismo año, Sugi apareció con el gimmick de Super Milo, un pintoresco mono superhéroe vestido de verde y amarillo, e hizo equipo con Teriyaki Boy para derrotar a Ebessan III & Kuishinbo Kamen en un combate de comedia. Durante el combate, Super Milo se quitó la máscara para revelar otra debajo, la cual era una versión enfurecida de la anterior, y ganó una enorme fuerza física, derrotando fácilmente a sus oponentes.

### Kensuke Office Pro Wrestling (2007)
A finales de 2008, Sugi fue contratado por Kensuke Office Pro Wrestling, territorio de desarrollo de Pro Wrestling NOAH y Dragon Gate. Allí adoptó el gimmick de Namazu Man (なまずマン Namazu Man?), basado en el namazu de la mitología japonesa. Namazu Man fue perfilado como un personaje de comedia autóctono de Kensuke Office, ingenioso a la par que cobarde, y apoyado por sus hermanos Namazu Man #2 y Namazu Man #3 (interpretados por varios luchadores, entre ellos Kota Ibushi, Chon Shiryu y Bear Fukuda). En abril, Sugi formó un tag team con Kikutaro, consiguiendo un gran número de victorias; además, Namazu Man fue introducido en el stable Kensuke Office, dirigido por Kensuke Sasaki.
Después de un tiempo, Sugi dejó de aparecer de forma regular en Kensuke Office, siendo sustituido por otros luchadores bajo la máscara de Namazu Man.

### Pro Wrestling ZERO1 (2007-2009)
A inicios de 2007, Sugi hizo algunas apariciones en UWAI Station como UWAI #23, un gimmick de robot. Haciendo equipo con UWAI #231, Sugi derrotó a Mecha Mummy & Mecha Mummy Lite, antes de ser contratado por Pro Wrestling Zero1-Max.
Sugi comenzó a hacer apariciones en Pro Wrestling ZERO1-Max en mayo de 2007 como El Blazer, compitiendo mayormente en combates por equipos. Así mismo, en julio Sugi interpretó al personaje The★ZEST, un gimmick patrocinado por la empresa homónima de pachinkos que estaba siendo usado desde hacía un año por Akikazu Maruyama. El 24 de julio, ZEST consiguió el WWA Junior Lightweight Championship derrotando a Osamu Namiguchi, defendiéndolo con éxito ante Shinjitsu Nohashi semanas más tarde. Durante ese tiempo, Sugi alternó entre ambos personajes. En enero de 2008, Blazer se unió al stable de Masato Tanaka Sword Army, el cual se hallaba enfrentado con un grupo liderado por Takao Omori llamado Axe Army, y combatió en varias ocasiones formando tag team con otro miembro del grupo, Ikuto Hidaka, aunque pronto volvería a centrarse en su carrera individual; después de que Hidaka perdiera el ZERO1-MAX International Junior Heavyweight Championship ante Masaaki Mochizuki, un enviado de Dragon Gate, Blazer apareció para atacar a Mochizuki. Por ello, se organizó una lucha por el título entre ambos, en la que Masaaki salió ganador. Tras el combate, Mochizuki y El Blazer reconocieron su mutuo respeto como luchadores de Toryumon, y Michizuki sugirió a Blazer aparecer en Dragon Gate en el futuro. Poco después, El Blazer fue elegido por Masaaki como su compañero para enfrentarse en una lucha amistosa con Ikuto Hidaka & Munenori Sawa, debido a los restos de la rivalidad entre Mochizuki y Ikuto, pero el equipo de Masaaki & Blazer fue derrotado.
En abril de 2008, Sugi adoptó el personaje de NOIZ, un luchador vestido de rosa y plateado representante del grupo musical de J-Pop Imitation Pops Uchuu Sentai NOIZ. Con el cambio, Sugi abandonó el gimmick de ZEST, dejando el título en manos del siguiente luchador en interpretar al personaje. Sin embargo, NOIZ derrotó a ZEST el 6 de abril y Sugi volvió a recuperar el campeonato. NOIZ competiría en varios combates más, también como miembro de Sword Army, pero con la desactivación de su campeonato el personaje fue cerrado. Sugi retomó el nombre The★ZEST y continuó luchando para el Sword Army, siendo su última aparición en la empresa el 23 de julio de 2008.

### Dragon Gate (2008)
Sugi volvió al sistema Toryumon en marzo de 2008, siendo introducido en Dragon Gate como representante de ZERO1 por Masaaki Mochizuki. Blazer recibió la bienvenida de Kenichiro Arai, quien le reconoció como uno de los estudiantes de Toryumon X. Durante su primer combate en la empresa, El Blazer hizo equipo con PAC para enfrentarse infructuosamente a Tozawa-juku (Kenichiro Arai & Taku Iwasa). Poco después, Blazer entró en contacto con el stable Typhoon, dirigido por el entonces face CIMA, para ayudarles en su lucha con el grupo heel Muscle Oulaw'z. En abril, El Blazer tomó parte en un torneo por el Open The Brave Gate Championship, derrotando a Genki Horiguchi en la primera ronda, pero perdiendo ante Gamma en la semifinal debido a una intervención de Yasushi Kanda. Más tarde, en un programa organizado por Mochizuki en agosto, los miembros de WORLD-1 mcKZ y Naoki Tanizaki retaron a Blazer y a su compañero Takeshi Minamino a un combate en tríos, a lo que éstos respondieron trayendo a un tercer miembro de Toryumon X, Shinjitsu Nohashi. En su última aparición en la empresa, Blazer, Minamino & Nohashi derrotaron a WORLD-1 & Super Shenlong, poniendo fin a la temporada.

### Pro Wrestling Guerrilla (2008)
El 17 de mayo de 2008, Sugi hizo su debut en Estados Unidos al aparecer en el torneo DDT4 de Pro Wrestling Guerrilla, donde El Blazer fue contratado para sustituir a Kota Ibushi en su tag team con KAGETORA. En la primera noche del torneo, KAGETORA & El Blazer derrotaron a The Dynasty (Joey Ryan & Scott Lost), pero fueron derrotados en la segunda noche por Kevin Steen & El Genérico.

### Dradition Pro Wrestling (2008-2009)
En noviembre de 2008, Sugi volvió a su antiguo personaje El Blazer y comenzó a aparecer en Dradition Pro Wrestling, después de hacer una breve aparición en Dramatic Dream Team en la que fue derrotado por MIKAMI debido a una (kayfabe) lesión de Blazer. Así mismo, El Blazer formó un equipo en Dradition con 4L Blazer, un personaje que parodiaba al suyo. Sugi permanecería en Dradition hasta marzo de 2009.

### Asistencia Asesoría y Administración (2009-2012)
En julio de 2009, Sugi apareció en Asistencia Asesoría y Administración con el nombre de Sugi-San, haciendo equipo con Kenzo Suzuki y El Oriental en un stable heel llamado La Yakuza, cuyo nombre estaba basado en la homónima mafia japonesa. Por primera vez bajo su nombre real, Sugi utilizaba una versión roja y negra de su atuendo de Yoshitsune, así como una máscara más elaborada. El grupo consiguió un gran número de victorias en combates por equipos, obteniendo su primera derrota en Verano de Escándalo ante The Psycho Circus (Monster Clown, Murder Clown & Psycho Clown). El 30 de agosto, Sugi compitió en un Steel Cage Match donde el último luchador en salir sería despedido, siendo Sugi el antepenúltimo en escapar; sin embargo, al hacerlo se lesionó una pierna, debiendo tomar tiempo para recuperarse. Un mes más tarde, con La Yakuza disuelta y yendo por libre, Sugi competiría en un Five Way Ladder Match por el Campeonato Crucero de la AAA con Extreme Tiger, Jack Evans, Rocky Romero y Teddy Hart, pero no logró ganar, siendo Tiger el vencedor de la lucha. Así mismo, Sugi-San participó en el Torneo Alas de Oro 2009, quedando en segundo lugar junto con Billy Boy. Más tarde, el 9 de octubre, La Yakuza se enfrentó a Los Wagner Maniacos (Dr. Wagner Jr., Electroshock & Último Gladiador), siendo derrotados Sugi y su grupo. Tras ello, Sugi anunció su retorno a Japón, dejando la empresa.
A principios de 2011, Sugi volvió a AAA, esta vez como face (bajo el nombre simplificado de SUGI) y continuando un feudo con RONIN, supuestamente un antiguo enemigo de Takuya, comenzado en Pro Wrestling NOAH. Tras varios combates, SUGI y RONIN entraron en inactividad, compitiendo esporádicamente en Japón. Finalmente en julio, SUGI volvió a la empresa, aliándose con la Real Fuerza Aérea de Aero Star. El 28 de junio, SUGI y RONIN fueron enviados a París para representar al puroresu en la Japan Expo 12th Impact, un evento dedicado a la cultura popular de Japón, volviendo a México el 5 de julio. A su retorno, Sugi comenzó un tour por múltiples empresas independientes de México.
En julio de 2012, SUGI volvió a la inactividad de forma indefinida, esta vez debido a su participación en el incidente ocurrido con NOSAWA, y fue liberado de su contrato.

#### Incidente con NOSAWA
En julio de 2012, después de que los luchadores Kazushige Nosawa y Io Shirai hubieran sido incriminados con contrabando y tenencia ilegal de droga por haber sido hallada una cantidad de marihuana en el marco de un retrato que portaban, Sugi concertó una conferencia de prensa para declarar que él había sido el que había puesto la droga en el equipaje de Nosawa, y que lo había hecho por mandato del empresario luchístico Masahiro Hayashi bajo promesas de una ampliación de contrato con la AAA. Por ello, Sugi fue retirado de la Fukumen World League 2012, a la que había sido invitado. Semanas después, el luchador de la AAA Konnan confirmó la versión de Sugi, declarando en una entrevista que efectivamente Takuya había obrado bajo la recompensa de un contrato a tiempo completo con la empresa, y expresó su apoyo hacia él.

### Pro Wrestling NOAH (2013)
En julio de 2013, Sugi hizo su retorno a la lucha en Pro Wrestling NOAH, luchando bajo el nombre de Dual Force (デュアル・フォース Dyuaru Fōsu?) y utilizando una máscara plateada y negra. Su gimmick fue explicado por NOAH como el de un misterioso luchador entrenado en México, que supuestamente había sido RONIN -el enemigo de SUGI- en el pasado. Dual Force compitió con Pesadilla en la NTV G Cup Junior Heavyweight League, pero tuvo que ser retirado por una lesión.

## En lucha
- Movimientos finales
  - Lightning Strike[1] (Imploding 450° splash) - 2004-presente
  - Sky High Rana[2] (Springboard hurricanrana) - 2004-presente
  - Cielo Perfecto Uno[1] (Springboard somersault hurricanrana)[54] - 2006-2009, aún usado esporádicamente; innovado
  - Phoenix Dragonrana[55] (Diving corkscrew somersault hurricanrana)[54] - 2005-2006, aún usado esporádicamente; innovado
  - Miracle Rocket G5[38] (Diving moonsault senton) - 2008
  - Red Flame of Justice[9] / Red Soul of Passion[9] / Hot Passion Soul[56] (Corkscrew 450° splash)[2][54] - 2006-2009
  - Kenjutsu[14] / Kuramahachiryu[3] (Corkscrew shooting star press)[n. 1][n. 2] - 2005-2006
  - Shura[1] (Shooting star senton)[n. 3] - 2005-2006; innovado
  - Mad Splash[2] (Double jump strecht out frog splash) - 2003-2004; adoptado de CIMA
  - Springboard corkscrew 450° splash[57] - 2008
  - Shooting star press[1][2] - 2004-presente
  - 450° splash[2] - 2004-presente

- Movimientos de firma
  - Cyclone Elbow Strike[2] (Springboard backflip back elbow strike)
  - Satellite Headscissors[2] (Tilt-a-whirl revolution headscissors derivado en takedown o DDT, a veces realizando un springboard backflip o un back handstand)[54][58]
  - Gojo Ohashi[59] (Super one-handed cartwheel evasión aterrizando de pie detrás del oponente, normalmente seguido de superkick)[n. 4]
  - Koromogawa[2] (Twisting crucifix pin)
  - El Phantom[60] (Springboard small package)
  - Ranger-Rana Gold[11] (Electric chair headscissors leg trap sunset flip)
  - Nama Tonic[61] (Leg trap sunset flip powerbomb)[62]
  - Namazu Clutch[61] (Rolling reverse prawn pin)
  - Venus[2] (Leaping palm strike a un oponente sentado en la tercera cuerda, usualmente en sucesión) - 2003-2004; adoptado de CIMA
  - Perfect Driver[2] (Cross-legged sitout scoop slam piledriver) - 2003-2004; adoptado de CIMA
  - Cartwheel derivado en over the top rope suicide moonsault,[2] back elbow strike o tilt-a-whirl slam
  - Corkscrew imploding somersault leg drop[2]
  - Double jump split-legged corkscrew somersault leg drop
  - Falling powerslam
  - Feint suicide dive rebotando en un no-handed handspring hacia dentro del ring[58][63]
  - German suplex
  - Handspring derivado en wheelbarrow bodyscissors victory roll,[2] o back elbow smash
  - High-angle senton bomb[2]
  - Iconoclasm[2]
  - Inverted DDT
  - Jackknife pin
  - Kip-up
  - Over the top rope suicide somersault senton[2][58][63]
  - Running shooting star press, a veces sobre la espalda de un oponente agachado[2]
  - Shooting star derivado en headbutt[9] o leg drop[9]
  - Springboard derivado en 450° splash,[2] high-angle elbow drop,[2][63][58] no-handed somersault plancha,[2] no-handed corkscrew plancha o DDT
  - Standing moonsault side slam un oponente cargando[2]
  - Tornado DDT[58]
  - Varios tipos de hurricanrana:
    - Shanao-Rana[14] (Electric chair headscissors)
    - HUSTLE Huracanrana[64] (Running)[2]
    - Diving
    - Diving somersault
    - Handspring
    - Inverted[2]
    - Pendulum a un oponente fuera del ring
    - Roperun
    - Springboard[2]
    - Super

  - Varios tipos de kick:
    - Blazing Arrow[43] (Roperun corner drop)[2]
    - 741[59] (Over the top rope tiger feint, a veces a la nuca del oponente)[54]
    - Cartwheel gamengiri[63]
    - Drop,[2][58] a veces desde una posición elevada[58]
    - Handspring enzuigiri[2][58]
    - Jumping corkscrew roundhouse
    - Jumping high
    - Jumping spinning heel[58]
    - Overhead
    - Stiff dragon whip
    - Super[58]
    - Tiger feint,[58] a veces a la nuca del oponente

  - Varios tipos de moonsault:
    - Desde un balcón[2]
    - Diving corkscrew[2]
    - Double jump split-legged, a veces hacia fuera del ring[2]
    - Slingshot split-legged corkscrew[20]
    - Springboard, a veces hacia fuera del ring[2]
    - Standing derivado en double knee drop
    - Suicide no-handed twisting springboard[2]
    - Suicide springboard corkscrew[2]

- Mánagers
  - TARU
  - TARUcito
  - Venezia
  - AHII Dancers
  - Hayabusa[65]

- Apodos
  - "The Legend of Eternity"[1]
  - "The Legend of Hiraizumi"[1]
  - "The Blue Legend"[1]
  - "The Mardi Gras Ninja"[1]
  - "HUSTLE Justice"[4]

## Campeonatos y logros
- Michinoku Pro Wrestling
  - MPW Tohoku Junior Heavyweight Championship (1 vez)
  - MPW Tohoku Tag Team Championship (1 vez) - con The Great Sasuke
  - Fukumen World League Qualifying Tournament (2007)
  - Futaritabi Tag Team Tournament (2005) - con Kagetora
  - M-12 Battle Royal (2006) compartido con Kagetora

- Pro Wrestling ZERO1-Max / Pro Wrestling ZERO1
  - WWA World Junior Heavyweight Championship (2 veces)

- Toryumon
  - Yamaha Cup Tag Tournament (2004) - con SUWAcito
  - Premio técnico (2006)[66]

- Valerie Office
  - Copa El Jefe (2012) - con Argos

- Pro Wrestling Illustrated
  - Situado en el Nº355 en los PWI 500 de 2007[67]